# Emilio Aranguren Echeverría
Emilio Aranguren Echeverría (ur. 2 września 1950 w Santa Clara) – kubański duchowny katolicki, biskup Holguín od 2005.

## Życiorys

### Prezbiterat
Święcenia kapłańskie otrzymał 1 lutego 1976 i został inkardynowany do diecezji Cienfuegos-Santa Clara. Pracował przede wszystkim jako wikariusz i proboszcz (m.in. w Cruces i Sagua la Grande.

### Episkopat
30 kwietnia 1991 papież Jan Paweł II mianował go biskupem pomocniczym diecezji Cienfuegos-Santa Clara, ze stolicą tytularną Cellae in Proconsulari. Sakry biskupiej udzielił mu 23 czerwca 1991 biskup Fernando Ramon Prego Casal. 1 kwietnia 1995 został mianowany biskupem Cienfuegos.
14 listopada 2005 został mianowany biskupem ordynariuszem diecezji Holguín. Ingres odbył się 11 grudnia 2005.
W 2017 został wybrany przewodniczącym kubańskiej Konferencji Episkopatu.